# アロン・ベインズ
アロン・ジョン・ベインズ（Aron John Baynes、1986年12月9日 - ）はオーストラリアの元プロバスケットボール選手。ニュージーランドのギズボーン出身。ポジションはセンターまたはパワーフォワード。

## 経歴
10代半ばまで、ラグビーをしていたが、TVでティム・ダンカンのプレーを見て感銘を受け、バスケットボールを始め、その時点では、ショットすらまともにできなかったものの、ダンカンの動きを真似できるよう練習をしていた。その後、オーストラリア国立スポーツ研究所を経て、2005年から2009年までワシントン州立大学に在学し、卒業後、ドラフト指名が得られず、リトアニアのBCリエトゥヴォス・リータスでプロ選手となった。その後ユーロリーグなどを渡り歩き、2013年1月にサンアントニオ・スパーズと契約しNBA選手となった。

### NBA

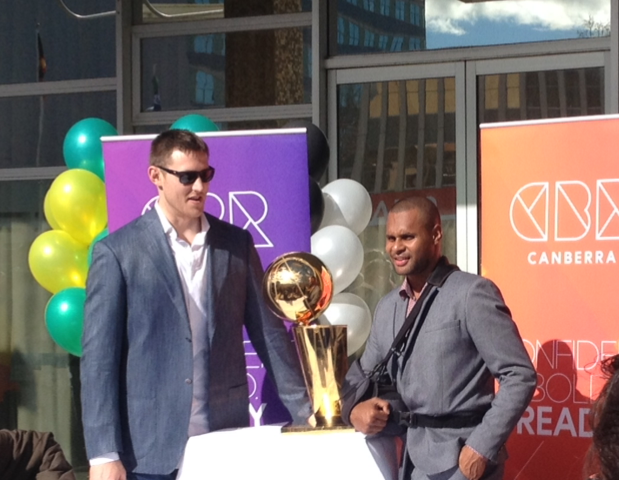
2014年、優勝トロフィツアーでのアロン・ベインズ(左)とパティ・ミルズ

#### サンアントニオ・スパーズ
2012-2013シーズン中の2013年1月にサンアントニオ・スパーズとの2年契約に合意し、NBAのキャリアをスタートさせた。2戦目のシャーロット・ボブキャッツ戦で7得点、9リバウンドの成績を残したが、その後数回Dリーグのオースティン・トロスにアサインされ、NBAに定着はできなかった。プレーオフキャリア初となるロサンゼルス・レイカーズ戦でドワイト・ハワードをディフェンスし勝利に貢献した。
2013-2014シーズンは、レギュラーシーズン53試合、ポストシーズン14試合に出場し、同じオーストラリア出身のパティ・ミルズとともに自身初のチャンピオンリングを手にした。
2014-2015シーズン前に制限付きのFAとなったが、6月にスパーズのクオリファイング・オファーを受け、1年契約を結び残留した。開幕から、ピックアンドロールやミドルレンジでのショットが改善され、11月6日のヒューストン・ロケッツ戦で自己最多の12リバウンド,12得点のダブルダブル、12月20日のダラス・マーベリックス戦で自己最多の16得点を記録し、控えセンターに定着した。4月1日のオーランド・マジック戦でベンチスタートであったが、自己最多を18得点に伸ばした。

#### デトロイト・ピストンズ
2015年7月2日にデトロイト・ピストンズとの3年契約に合意した。

#### ボストン・セルティックス
2017年7月9日にボストン・セルティックスとの1年430万ドルの契約に合意した。

#### フェニックス・サンズ
2019年7月6日にタイ・ジェロームの交渉権とのトレードでフェニックス・サンズへ移籍した。
2020年3月6日のポートランド・トレイルブレイザーズ戦でキャリアハイとなる37得点を記録し、スリーポイントもキャリアハイとなる9本を成功させた。

#### トロント・ラプターズ
11月25日にトロント・ラプターズとの複数年契約に合意した。2021年1月31日のオーランド・マジック戦でシーズンハイとなる16リバウンドを含む8得点を記録し、チームは115-102で勝利した。
8月4日にラプターズから解雇された。

### 母国復帰と現役引退

#### ブリスベン・ブレッツ
2022年7月28日にNBLのブリスベン・ブレッツとの2年契約に合意した。2023年10月7日のケアンズ・タイパンズ戦でスポーツマンシップに反する行為、退場後に過度の抗議をしたことにより、5試合の出場停止処分を受けた。
2024年10月17日に現役引退することを発表した。

## 個人成績

### NBA

#### レギュラーシーズン
| シーズン | チーム | GP  | GS  | MPG  | FG%  | 3P%  | FT%  | RPG | APG | SPG | BPG | PPG  |
| -------- | ------ | --- | --- | ---- | ---- | ---- | ---- | --- | --- | --- | --- | ---- |
| 2012–13  | SAS    | 16  | 0   | 8.8  | .500 | .000 | .583 | 2.0 | 0.3 | 0.1 | 0.4 | 2.7  |
| 2013–14  | SAS    | 53  | 4   | 9.3  | .436 | ---  | .905 | 2.7 | 0.6 | 0.0 | 0.1 | 3.0  |
| 2014–15  | SAS    | 70  | 17  | 16.0 | .566 | .250 | .865 | 4.5 | 0.5 | 0.3 | 0.3 | 6.6  |
| 2015–16  | DET    | 81  | 1   | 15.2 | .505 | .000 | .764 | 4.7 | .6  | .3  | .6  | 6.3  |
| 2016–17  | DET    | 75  | 2   | 15.5 | .513 | ---  | .840 | 4.4 | .4  | .2  | .5  | 4.9  |
| 2017–18  | BOS    | 81  | 67  | 18.3 | .471 | .143 | .756 | 5.3 | 1.1 | .3  | .6  | 6.0  |
| 2018–19  | BOS    | 51  | 18  | 16.1 | .471 | .344 | .855 | 4.7 | 1.1 | .2  | .7  | 5.6  |
| 2019–20  | PHX    | 42  | 28  | 22.2 | .480 | .351 | .747 | 5.6 | 1.6 | .2  | .5  | 11.5 |
| 2020–21  | TOR    | 53  | 31  | 18.5 | .441 | .262 | .707 | 5.2 | .9  | .3  | .4  | 6.1  |
| 通算     | 通算   | 522 | 168 | 16.0 | .489 | .308 | .794 | 4.6 | .8  | .2  | .5  | 6.0  |

#### プレーオフ
| シーズン  | チーム    | GP | GS | MPG  | FG%  | 3P%  | FT%  | RPG | APG | SPG | BPG | PPG |
| --------- | --------- | -- | -- | ---- | ---- | ---- | ---- | --- | --- | --- | --- | --- |
| 2013      | SAS       | 4  | 1  | 5.8  | .571 | ---  | ---  | 1.3 | 0.0 | 0.0 | 0.0 | 2.0 |
| 2014      | SAS       | 14 | 0  | 7.2  | .500 | .000 | .800 | 2.2 | 0.0 | 0.2 | 0.0 | 2.3 |
| 2016      | DET       | 4  | 0  | 11.0 | .444 | .000 | .667 | 2.0 | .5  | .0  | .0  | 2.5 |
| 2018      | BOS       | 19 | 12 | 20.5 | .506 | .478 | .722 | 6.2 | 1.0 | .2  | .6  | 6.0 |
| 2019      | BOS       | 9  | 5  | 12.8 | .571 | .333 | .500 | 2.8 | .3  | .3  | .3  | 2.1 |
| 出場：6回 | 出場：6回 | 54 | 16 | 13.2 | .497 | .444 | .750 | 3.6 | .5  | .2  | .3  | 3.6 |

### NBL
| シーズン | チーム     | GP | GS | MPG  | FG%  | 3P%  | FT%  | RPG | APG | SPG | BPG | PPG  |
| -------- | ---------- | -- | -- | ---- | ---- | ---- | ---- | --- | --- | --- | --- | ---- |
| 2022-23  | ブリスベン | 24 |    | 23.5 | .500 | .000 | .583 | 7.8 | 1.0 | .2  | .4  | 11.7 |

## 代表歴
ニュージーランド出身だが、パティ・ミルズやアンドリュー・ボーガットと同じくオーストラリア代表メンバーであり、2012年オリンピックに関しても同国代表メンバーで出場した。因みに代表チームのヘッドコーチは、当時サンアントニオ・スパーズのアシスタントコーチだったブレット・ブラウン (現：フィラデルフィア・76ersヘッドコーチ) が務めた。

### 代表歴
- 2012年ロンドンオリンピックのバスケットボール競技
- 2014年FIBAバスケットボール・ワールドカップ
- 2016年リオデジャネイロオリンピックのバスケットボール競技
- 2019年FIBAバスケットボール・ワールドカップ
- 2020年東京オリンピックのバスケットボール競技

## プレースタイル
巨体の割にフットワークが軽く、走力もあるのでスクリーン、リバウンドなどのチームプレーに対応が可能だが、攻撃面では成長過程である。フリースロー成功率は80%に近い。